# Corporales
Corporales ist ein Ort und eine Gemeinde (municipio) im Westen der spanischen Region La Rioja mit 42 Einwohnern (Stand: 2024). Neben dem Hauptort Corporales gehört die Ortschaft Morales zur Gemeinde.

## Lage
Corporales liegt etwa 60 Fahrtkilometer westlich von Logroño in einer Höhe von etwa 735 m.

## Bevölkerungsentwicklung
| Jahr      | 1960 | 1970 | 1981 | 1991 | 2001 | 2011 | 2021 |
| Einwohner | 224  | 172  | 104  | 72   | 53   | 41   | 38   |

Infolge der Mechanisierung der Landwirtschaft und des daraus resultierenden geringeren Arbeitskräftebedarfs ist die Zahl der Einwohner seit der Mitte des 20. Jahrhunderts deutlich zurückgegangen.

## Wirtschaft
An erster Stelle im Wirtschaftsleben der Gemeinde steht traditionell die Landwirtschaft.  Daneben werden auch Weizen, Gerste, Kartoffeln sowie verschiedene Gemüsepflanzen kultiviert.

## Sehenswürdigkeiten
- Martinskirche in Corporales
- Romanuskirche in Morales

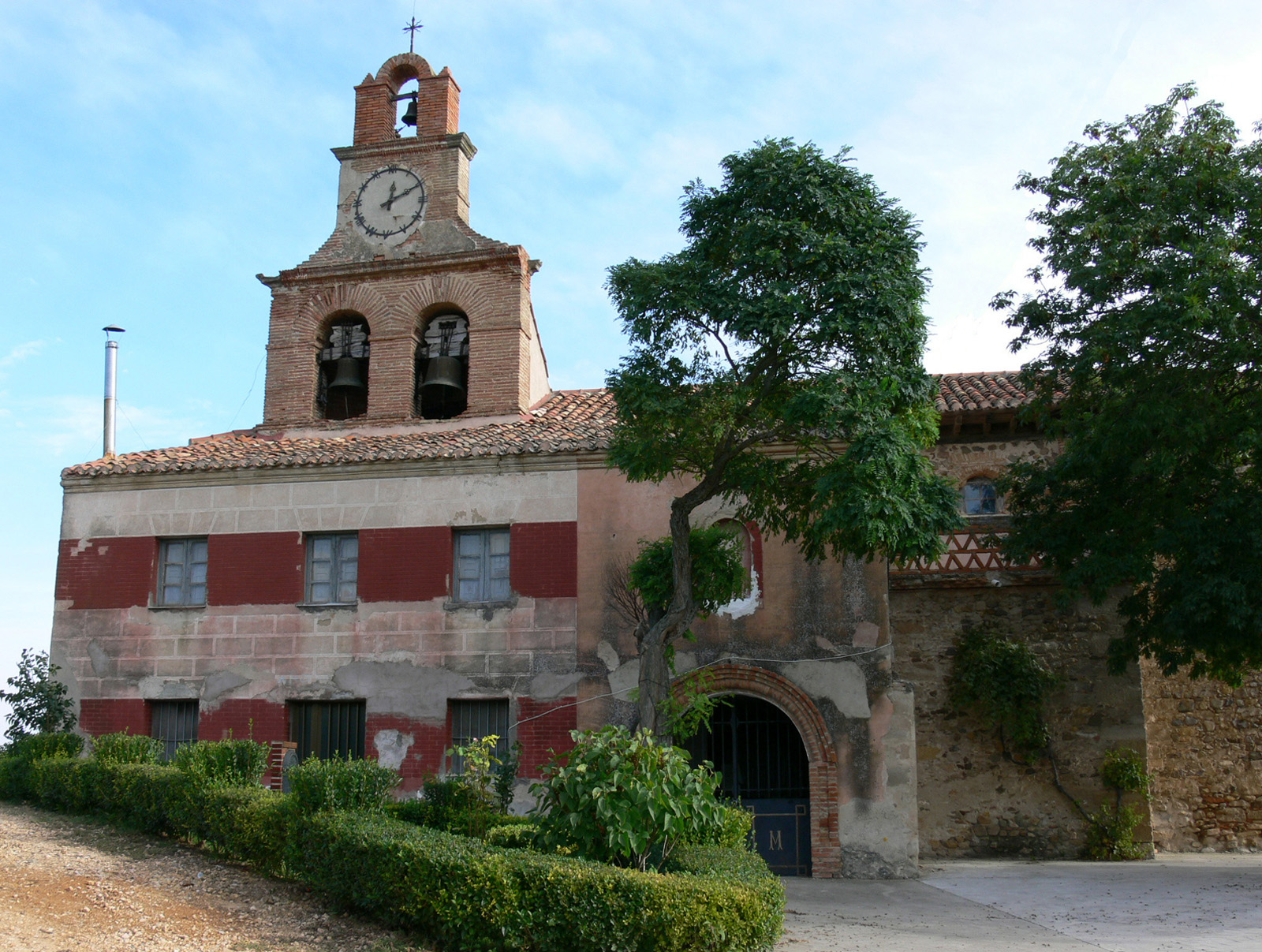
Martinskirche
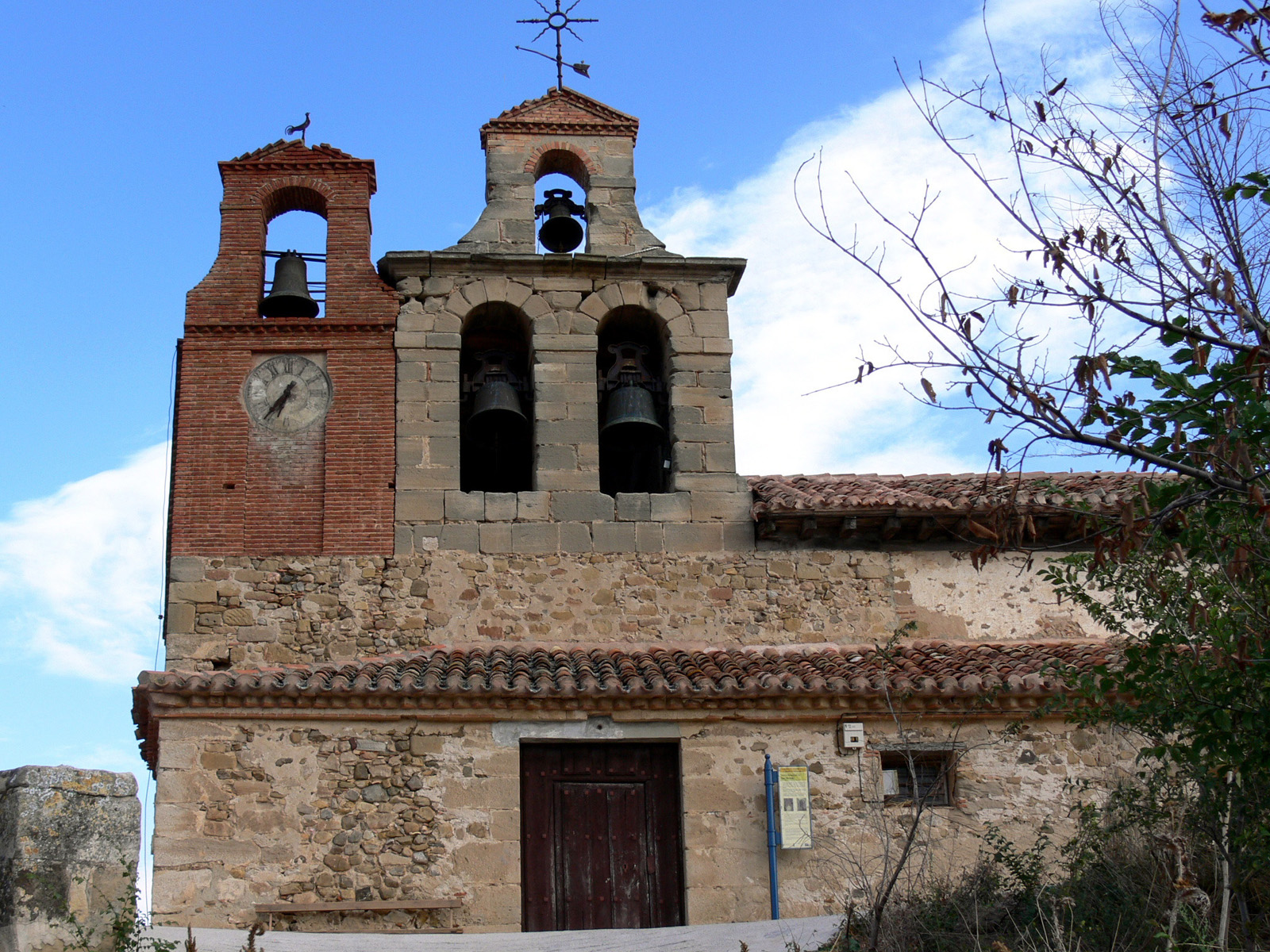
Romanuskirche